# 佐藤尚中

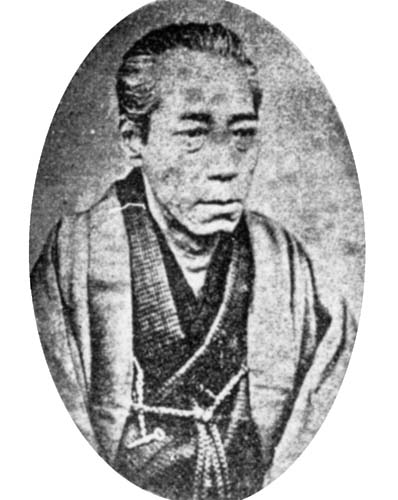
佐藤尚中

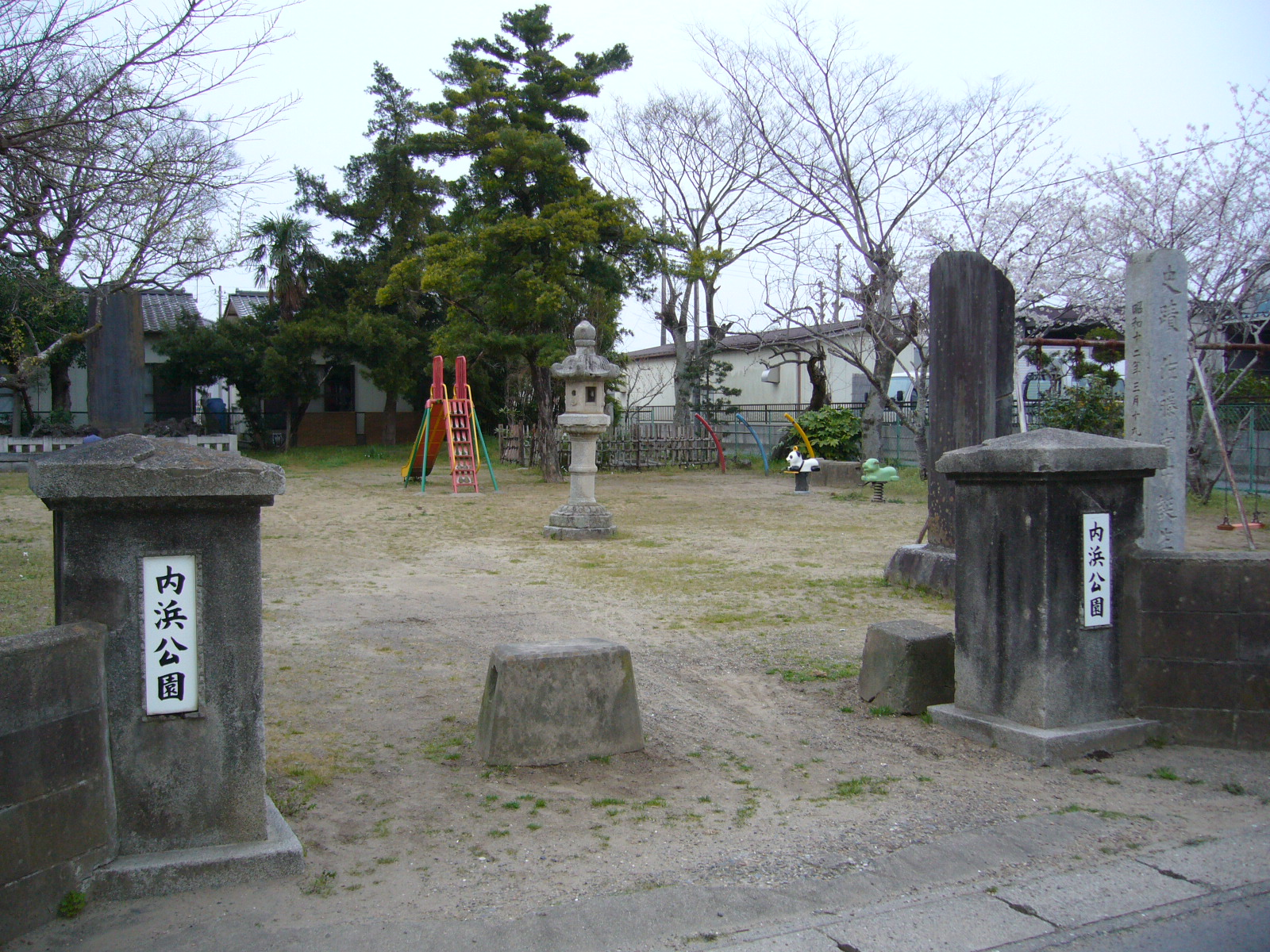
佐藤尚中出生地（香取市内浜公園）

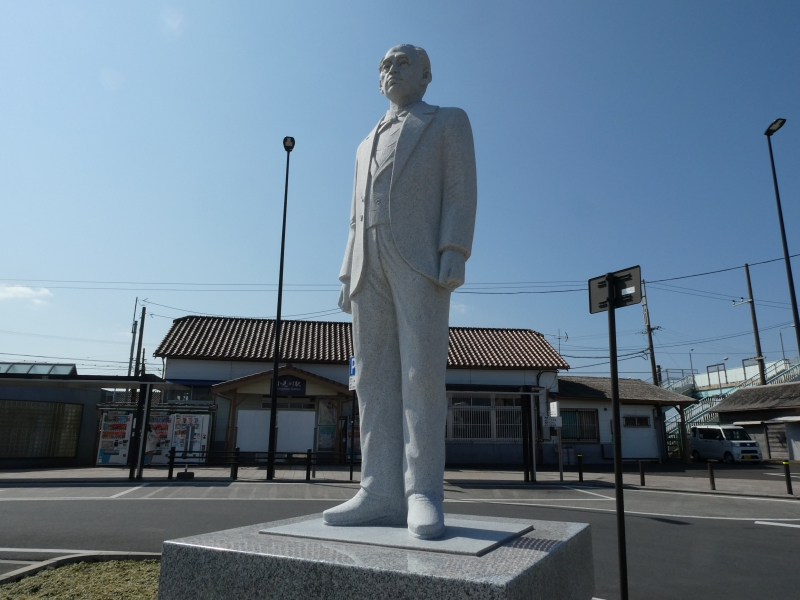
佐藤尚中の像（小見川駅前）

佐藤 尚中（さとう たかなか、さとう しょうちゅう、1827年5月3日（文政10年4月8日）- 1882年（明治15年）7月23日）は、幕末から明治初期の蘭方医。幼名を竜太郎、舜海と称し、笠翁と号す。佐藤泰然の弟子でのちに養子となる。下総国小見川（現・千葉県香取市）出身。順天堂の第2代堂主、順天堂医院の初代院長。生年については諸説ある。

## 略歴
- 1827年 小見川藩藩医の山口甫僊の次男として生まれる。
- 1842年（天保13年）、江戸四谷の医者安藤文沢に蘭方医学を学ぶ。文沢の勧めで和田泰然（のちの佐藤泰然）の「和田塾」に入門。
- 1843年、佐藤泰然に同行し佐倉に移り住んだ。
- 1853年（嘉永6年）、佐藤泰然の養嗣子、佐倉藩医となる。
- 1859年（安政6年）、順天堂第二代堂主となる。
- 1860年（万延元年）、長崎で1年余りポンペ・ファン・メーデルフォールトにオランダ医学を学ぶ。
- 1867年（慶応3年）、佐倉藩に「佐倉養生所」開設。
- 1868年（慶応4年）、戊辰戦争のため閉鎖。
- 1869年（明治2年）明治政府の要請により「大学東校（現・東京大学医学部）」に勤め大博士・初代校長となる。
- 1870年（明治3年）、明治天皇の侍医長となる。
- 1872年（明治5年）、佐々木東洋らと共に日本初の私立病院「博愛舎」を設立。
- 1873年（明治6年）、下谷練塀町に順天堂を開院。
- 1875年（明治8年）、私立の「順天堂医院」開設、初代院長。

## 家族・親族
- 妻：サダ（高橋忠三郎の次女）
- 後妻：ナホ(城氏)
- 養嗣子：進（妻・サダの甥）
- 長女：志津（養嗣子・進の妻。女子美術学校長）
- 長男：百太郎（ニューヨークで実業家）
- 次女：藤（三宅艮斎の長男・三宅秀の妻）
- 次男：哲次郎（1860-1929） ‐ 東金町の薬種業大野家の婿養子となり9代目大野伝兵衛を襲名する。大野家は東金を代表する豪商のひとつで、6代目の伝兵衛（秀澄、1750-1825）の代に小児薬「一角丸」を製造販売し巨富を得た。その孫の8代目伝兵衛（秀頴、1830-1876）は東金領主の福島藩 主板倉家の御用金御用達頭取となり、さらに山林を拓いて茶園も経営し、「東嘉園」の名を有栖川宮熾仁親王より賜り、茶の輸出も行なった。11代藩主板倉勝長から名字帯刀を許され、水戸徳川家の出入りも許された。東金に郵便局を設立し、死後は娘婿の哲次郎が受け継いだ。哲次郎は合資会社大野銀行を創立し、千葉県農工銀行の取締役も務めた。[1][2][3][4]
- 養子：舜海(前名大道、旧名岡本道庵。後年、佐倉順天堂主となる。妻は佐藤進の実妹トシ)
- 養子：佐(旧名：井上虎三)
- 三女：楽(佐藤佐の妻)
- 三男：衛(のち母の実家・城氏を継ぐ。米国工学士)
- 四女：梅尾(佐藤進の養女になり、佐藤恒久(旧姓松下)の妻・佐藤清一郎の養母)
- 五女：幸(佐藤進の養女となり、日本鋼管創設者の一人・今泉嘉一郎の妻に)
- 四男：福待(幼名華江(はなえ)。米国写真学士・東京で写真館主)
- 五男：潤家(ますえ)(大滝富三の養子となる。子息は紀雄)